# Oreneta rojainegra
L'oreneta rojainegra (Hirundo nigrorufa) és una espècie d'ocell de la família dels hirundínids (Hirundinidae). Es troba a Angola, República Democràtica del Congo i Zàmbia. Els seus hàbitats principal són la sabana seca els herbassars tropicals i subtropicals (secs, humids i inundables), els cursos d'aigua, les zones humides i les àrees forestals fortament degradades. El seu estat de conservació es considera de risc mínim.